# Matthieu Langhedul

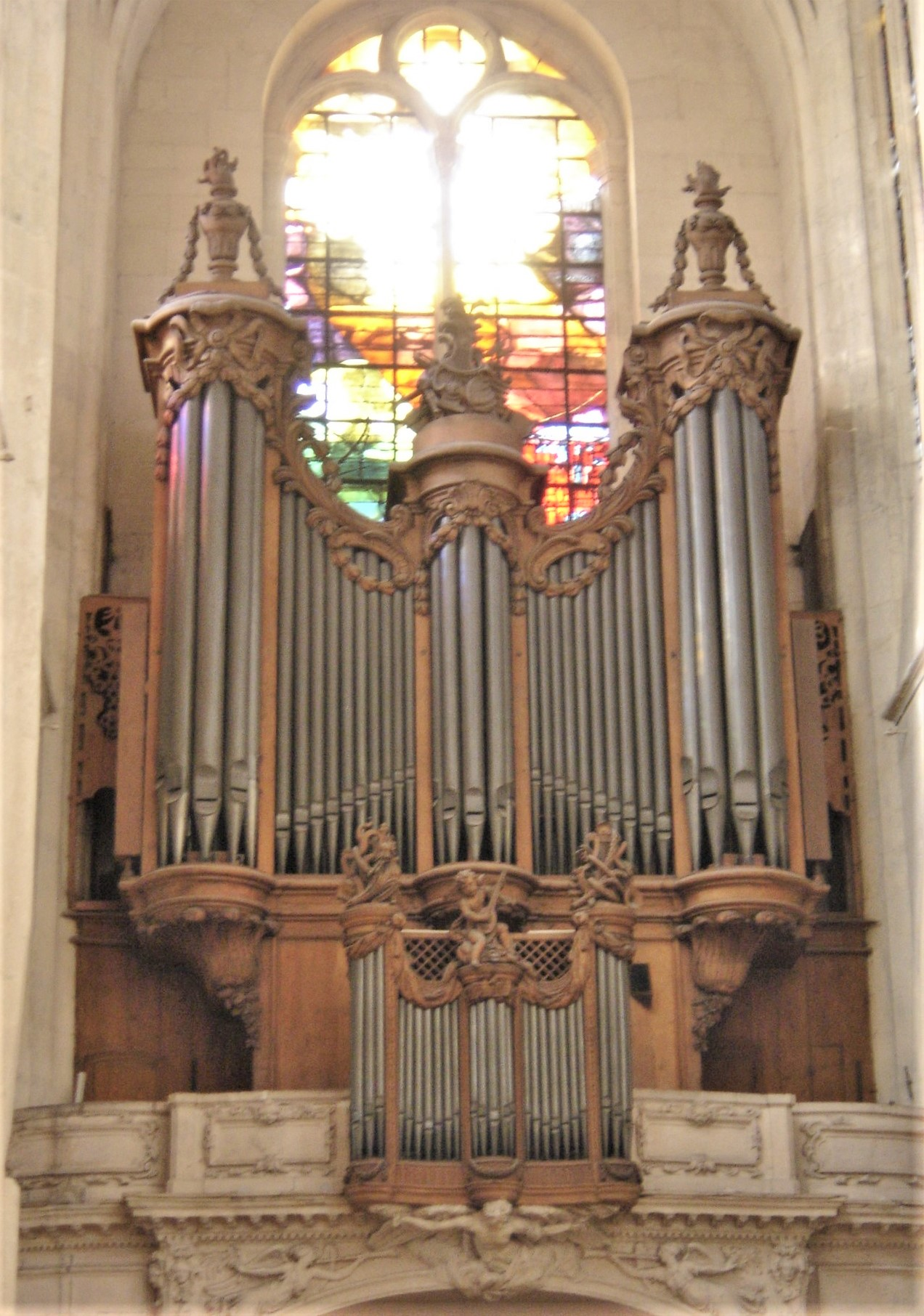
Orgue de l'église Saint Gervais à Paris

Matthieu Langhedul (flamand : Matthijs Langhedul), décédé vers 1636, était un facteur d'orgues flamand qui effectua un travail important à Paris. Lui et Crespin Carlier ont eu une grande influence sur le développement de l'orgue français classique du XVIIe siècle. 

## Origines et premières années
La famille de Matthijs Langhedul était originaire du Brabant ; c'était une dynastie de facteurs d'orgues fondée par Victor Langhedul (mort vers 1513). Le fils de Victor, Michiel Langhedul I, construisit des orgues en Angleterre, vers 1530, et plus tard en Flandre, vivant au moins jusqu'en 1570. Le fils de Michiel, Jan (ou Jehan), s'installa en France, d'abord à Lille, puis à Paris en 1585 pour échapper aux combats en cours entre les Hollandais et les Espagnols pendant la Guerre de Quatre-Vingts Ans. Jan Langhedul reçut d'Henri III le titre de facteur d'orgues du Roy pour le travail réalisé lors de la restauration de l'orgue de la Sainte-Chapelle, en 1588 . 
Matthijs Langhedul était le fils de Jan Langhedul . Installé avec son père à Paris vers 1585, il travailla auprès de lui sur plusieurs orgues. Jan Langhedul repartit ensuite en Flandre, tandis qu'en 1592 Matthijs Langhedul obtint un poste à la cour royale d'Espagne. Là, il fut organiste à l'Escurial et entretint quatre orgues construits par son compatriote Jean Brebos.  Il conserva cette fonction jusqu'en 1599, quand il revint à Paris. Avant de quitter Madrid, l'archiduc Albert lui fit cadeau d'un grand clavicorde auquel il avait apporté diverses améliorations. 

## Paris

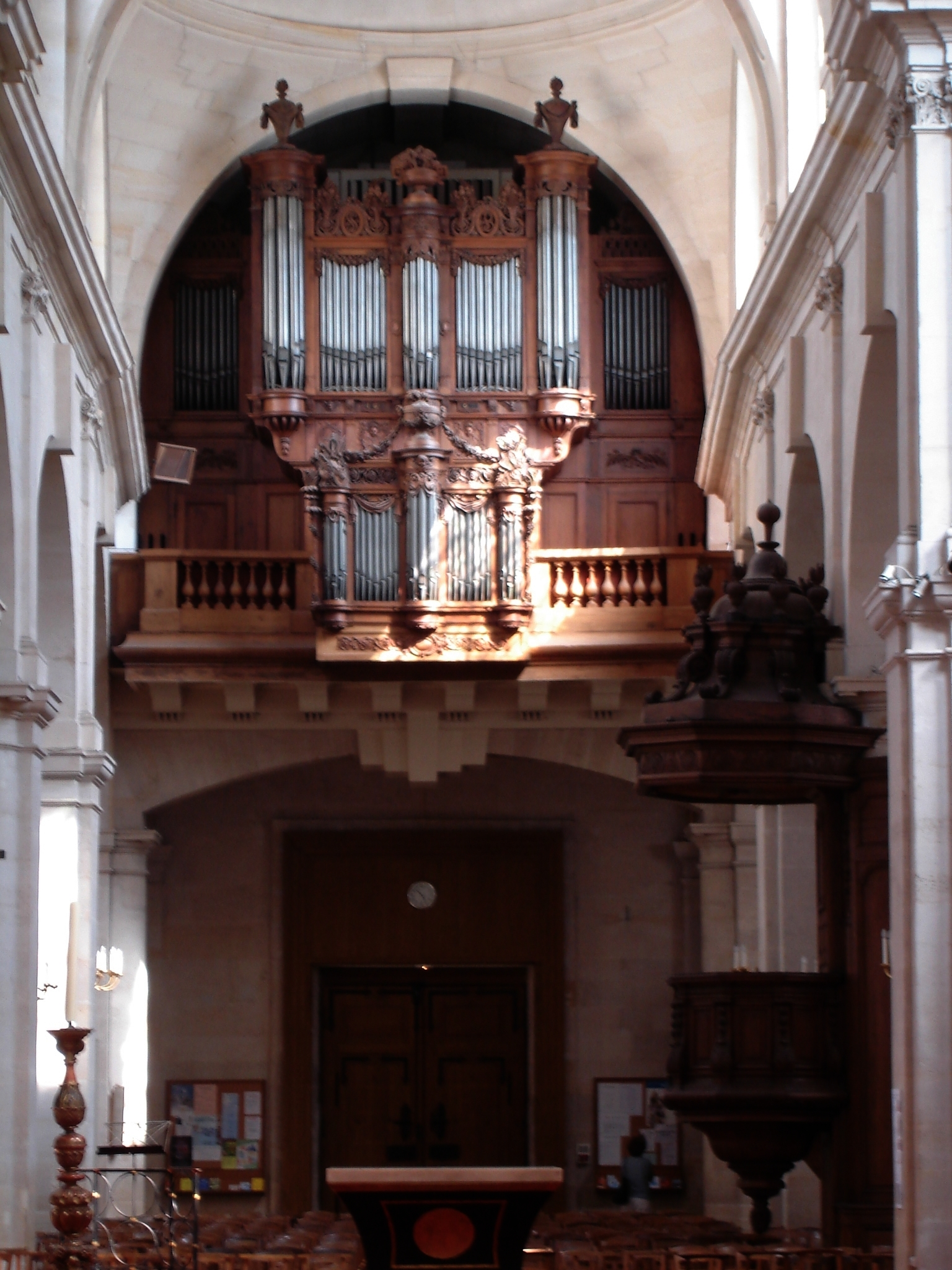
Orgue principal de l'église Saint-Jacques-du-Haut-Pas

Matthijs Langhedul était sollicité à Paris pour entretenir les orgues que lui et son père avaient construits ou réparés. Il a restauré les orgues de Saint-Jean-en-Grève et de Saint Benoit, où il a remplacé le sommier à plusieurs rangs de soupapes de son père par un sommier à registres pour faciliter la réparation. Sa réputation étant désormais fermement établie, il fut chargé de construire ou de réparer des orgues pour les églises des Saints-Innocents et de Saint Jacques-la-Boucherie. Son orgue le plus notable est celui construit entre 1599 et 1601 pour l'église Saint-Gervais. De nombreux jeux d'origine fonctionnent encore aujourd'hui. Certains tuyaux sont signés « Langhedul 1600 ». Il a construit l'orgue de la collégiale de Saint-Benoît-le-Bétourné. Lorsque, en 1792, cette institution fut sécularisée, l'orgue fut transféré et installé, par Claude-François Clicquot, à l'église Saint-Jacques-du-Haut-Pas. Cet orgue a subi une restauration approfondie par la maison Alfred Kern & fils, restauration achevée en 1971.

## Travail ultérieur
Matthijs Langhedul était à Ypres en 1608. Il a construit l'orgue de la collégiale Sainte Walburga à Furnes en 1611. Cet instrument a été reconstruit en 1859 par les frères Neuville de Rexpoëde dans le buffet original de Langhedul, l'un des plus anciens de Flandre. Le reste de l'instrument est presque entièrement perdu. 
En 1613, il est à Bruxelles en tant que facteur d'orgues officiel d'Albert VII, archiduc d'Autriche, et de son épouse, Isabella Clara Eugenia. Pendant son séjour à Bruxelles, il a travaillé sur les orgues de la collégiale Sainte-Gudule (1614), au béguinage (1617), à la chapelle archiducale (1624-1625) ; il travailla également à la cathédrale Notre-Dame de Saint-Omer. Il construisit de nouveaux instruments pour la cour de Madrid, pour Anderlecht (à partir de 1621) et pour la cathédrale Notre-Dame d'Anvers (1618-1636). La conception d'un orgue pour la cathédrale de Bois-le-Duc a été conservée. En 1624, le virginaliste et organiste Peter Philips le rejoint à Malines pour l'aider à y réparer l'orgue. Il travailla également,  entre 1626 et 1627, avec le compositeur et organiste anglais John Bull à Anvers, où ils construisirent un orgue à dix jeux pour la cathédrale. L'orgue inclut des registres de nasard, tierce, cornet et trompette. 
Il n'y a plus de trace de Matthijs Langhedul à partir de 1636. Une pierre de l'église dominicaine de Gand mentionne l'enterrement, en 1639, d'un certain « M. Langhedul ». Jan Langhedul y avait déjà été enterré, cette inscription fait donc très probablement référence à Matthijs Langhedul.

## Sources
- Stephen Bicknell, The History of the English Organ, Cambridge University Press, 28 janvier 1999, 407 p. (ISBN 978-0-521-65409-8, lire en ligne)
- Douglas Earl Bush et Richard Kassel, The Organ : An Encyclopedia, Psychology Press, 2006, 679 p. (ISBN 978-0-415-94174-7, lire en ligne)
- Malou Haine et Nicolas Meeùs, Dictionnaire des facteurs d'instruments de musique en Wallonie et à Bruxelles du 9e siècle à nos jours, Editions Mardaga, 1986, 765 p. (ISBN 978-2-87009-250-7, lire en ligne)
- « Langhedul (familie) (collectief) », De Inventaris van het Onroerend Erfgoed, Onroerend Erfgoed (consulté le 23 novembre 2012)
- « Les facteurs d'orgue de St-Gervais au XVIIème siècle : Matthijs Langhedul », L'orgue historique de l'église Saint-Gervais à Paris (consulté le 23 novembre 2012)
- Anne Elizabeth Lyman, Peter Philips at the Court of Albert and Isabella in Early Seventeenth-century Brussels : An Examination of the Small-scale Motets, Including an Edition of "Deliciae Sacrae" (1616)., ProQuest, 2008 (ISBN 978-1-109-02299-5, lire en ligne)
- « Orgues de l'église Saint-Jacques-du-Haut-Pas », Université du Québec à Montréal (consulté le 21 novembre 2012)